# Poupança social digital
A poupança social digital é uma conta poupança virtual simplificada aberta automaticamente pela Caixa Econômica Federal para pagamentos de benefícios de programas do Governo Federal do Brasil, como o Auxílio Emergencial, Auxílio Brasil, o Fundo de Garantia do Tempo de Serviço (FGTS) e o seguro-desemprego., a conta é acessada através do aplicativo Caixa Tem.
O presidente Jair Bolsonaro sancionou em 22 de outubro de 2020 o projeto de lei que dispõe sobre a conta de poupança social digital. Trata-se de projeto de conversão da Medida Provisória (MP) 982, de 2020, em vigor desde junho de 2020 para o pagamento do auxílio emergencial durante a pandemia de Covid-19. O projeto foi sancionado sem vetos. Com a conversão em lei, a poupança social digital será, agora, permanente e poderá ser ampliada para o pagamento de outros benefícios sociais.

## Benefícios
A conta de poupança social digital permite que as pessoas recebam o auxílio emergencial e outros benefícios sociais e previdenciários sem pagar qualquer tarifa de manutenção. Essas contas têm um limite de movimentação de até R$ 5 mil por mês. Além da isenção de tarifa, a conta permite que o titular faça três transferências eletrônicas por mês sem custos.
O correntista poderá, ainda, usar a conta para pagar boletos bancários. No caso de pessoas que tenham sido cadastradas para o recebimento do auxílio emergencial, abono salarial, saque do Fundo de Garantia do Tempo de Serviço (FGTS) ou o programa emergencial de manutenção de empregos, a conta poderá ser aberta de forma automática.
Podem ser depositados nessa conta outros benefícios sociais, incluindo os de estados e municípios, exceto os de natureza previdenciária, como aposentadoria e auxílio-doença. Para isso, o cidadão precisa autorizar expressamente a abertura desse tipo de conta, ou o uso de outra já existente em seu nome. A Caixa Econômica Federal vai operar essas contas de poupança e disponibilizará no seu site e no seu aplicativo a ferramenta de consulta para cidadão, que poderá verificar se há alguma conta aberta em seu nome, a partir da consulta pelo CPF. A conta pode ser fechada ou convertida em conta regular a qualquer tempo, sem custos adicionais.
Podem ser depositados nessa conta outros benefícios sociais, incluindo os de estados e municípios. Ela também poderá ser usada para o depósito de benefícios previdenciários, mas apenas se a pessoa autorizar expressamente a abertura desse tipo de conta ou a utilização de outra já existente em seu nome. Os bancos poderão emitir cartão físico para a movimentação da poupança social, o que era proibido no texto original da MP 982. Além disso, a conta obedecerá às mesmas regras da poupança tradicional, podendo ser fechada a qualquer tempo, sem custos e de forma simplificada, ou mesmo convertida em conta corrente ou de poupança em nome do titular, e as instituições financeiras não poderão usar os benefícios depositados para quitar dívidas ou abater saldo negativo.